# Скрипчук Оксана Володимирівна
Окса́на Володи́мирівна Скрипчу́к (нар. 30 травня 1971, село Бережанка Лановецького району Тернопільської області — 29 січня 2021, Тернопіль) — українська співачка (мецо-сопрано), солістка хору Тернопільської обласної філармонії, заслужена артистка України (2017).

## Життєпис
Народилась 30 травня 1971 року в селі Бережанка Лановецького району Тернопільської області разом з сестричкою Ольгою. З дитинства сестрички-близнятка брали участь у різноманітних концертах в селі, районі, області.
Закінчили Нікопольське педагогічне училище, здобувши фах вчителів початкових класів з музичним нахилом.
Згодом вступили до Київського інституту культури (клас професора С. Павлюченка). Під час навчання Оксана співала у хорі Київського театру оперети, а сестра Ольга — у хорі Київського дитячого оперного театру.
Після закінчення інституту Оксана спочатку працювала в Дрогобицькому музично-драматичному театрі, а згодом стала співачкою Тернопільської обласної філармонії. Сестра Ольга Карпович від 1997 року — актриса Житомирського українського музично-драматичного театру ім. І. Кочерги, заслужена артистка України.
26 травня 2016 року в Тернопільській філармонії відбувся мистецький вечір з нагоди 25-річчя концертної діяльності Оксани Скрипчук.
За багаторічну творчу діяльність Оксана Володимирівна відзначена грамотами Тернопільського обласного управління культури, облдержадміністрації, обласної ради.
2017 року вона удостоєна звання заслуженої артистки України.

## Репертуар
2002 року на Всеукраїнському конкурсі козацької пісні «Байда» прозвучало соло у її виконанні у композиції «Ой, ви, донці» в обробці Миколи Гобдича. Камерний хор за її участі здобув там першу премію.
Того ж року вона здобула першу премію у конкурсі вокалістів імені Соломії Крушельницької.
В її репертуарі — твори класиків Дж. Верді, Дж. Пучіні, Ф. Шуберта, П. Вериківського, М. Лисенка, П. Чайковського, романси та обробки народних пісень та твори сучасних українських композиторів.
Багато років дружить з композиторкою Зіновією Присухіною. 2002 року на презентації авторської збірки З. Присухіної «Чотири струни» і у березні 2004 року на презентації «Співає тихо колискову мати» Оксана Скрипчук виконувала колискові пісні композиторки.